# Euperipatoides
Genre
Répartition géographique
- Famille des Peripatopsidae

Euperipatoides est un genre d’onychohores (« vers de velours ») de la famille des Peripatopsidae.

## Systématique
Le genre Euperipatoides a été créé en 1985 par la biologiste allemande Hilke Ruhberg (d).

## Liste d'espèces
Selon ITIS (31 juillet 2021) :
- Euperipatoides kanangrensis Reid, 1996
- Euperipatoides leuckarti (Sänger, 1871)
- Euperipatoides rowelli Reid, 1996

Toutes ces espèces vivent en Nouvelle-Galles du Sud.